# US-amerikanische Badmintonmeisterschaft 1987
Die US-amerikanische Badmintonmeisterschaft 1987 fand im Frühjahr 1987 in Sunnyvale statt. Es war die 47. Auflage der nationalen Titelkämpfe im Badminton in den USA.

## Titelträger
| Disziplin    | Sieger                   |
| ------------ | ------------------------ |
| Herreneinzel | Tariq Wadood             |
| Dameneinzel  | Joy Kitzmiller           |
| Herrendoppel | Chris Jogis Benny Lee    |
| Damendoppel  | Linda French Nina Lolk   |
| Mixed        | Chris Jogis Linda French |